# Colonia 15 de Septiembre
Colonia 15 de Septiembre är en ort i Mexiko.   Den ligger i kommunen Iguala de la Independencia och delstaten Guerrero, i den sydöstra delen av landet, 120 km söder om huvudstaden Mexico City. Colonia 15 de Septiembre ligger 810 meter över havet och antalet invånare är 836.
Terrängen runt Colonia 15 de Septiembre är varierad. Runt Colonia 15 de Septiembre är det ganska tätbefolkat, med 222 invånare per kvadratkilometer. Närmaste större samhälle är Iguala de la Independencia, 4,1 km söder om Colonia 15 de Septiembre. I omgivningarna runt Colonia 15 de Septiembre växer huvudsakligen savannskog.